# Obrona Ksantypy
Obrona Ksantypy – komedia w trzech aktach Ludwika Hieronima Morstina z 1939.
Komedia ukazuje Sokratesa oraz jego żonę Ksantypę w życiu codziennym. Postać Sokratesa ma być 'odbrązowiona'. Filozof zaniedbuje żonę, żyje na jej koszt. Ksantypa weszła do historii jako symbol złej i nieznośnej żony. Tytułowa obrona rehabilituje jej postać, zwracając uwagę na niechlubne cechy samego Sokratesa.